# Pas-à-Wasmes
Le Pas-à-Wasmes est un petit ruisseau de Belgique, affluent de l'Escaut. 